# Ferdinand Pflug (Märtyrer)
Ferdinand Pflug (* um 1885 in Kotschube bei Landau, Ukraine, Russisches Kaiserreich; † nach März 1937 in Sibirien, Sowjetunion) war ein russlanddeutscher römisch-katholischer Geistlicher und Märtyrer.

## Leben
Ferdinand Pflug wuchs im Bistum Tiraspol auf. Er studierte Theologie in Saratow und in Sankt Petersburg und wurde 1917 zum Priester geweiht. Er wirkte als Professor am Priesterseminar in Saratow, ab 1919 in Odessa, wo er auch die polnischen Katholiken betreute. Ab 1924 war er Pfarrer in Odessa, ab 1928 in Stalino. Er wurde zu einem unbekannten Zeitpunkt verhaftet und nach Sibirien deportiert. Im März 1937 befand er sich nachweislich in der Nagajew-Bucht. Seitdem ist er verschollen.

## Gedenken
Die Römisch-katholische Kirche in Deutschland nahm Pfarrer Ferdinand Pflug als Märtyrer in das deutsche Martyrologium des 20. Jahrhunderts auf.